# Raión de Petropávlovskaya
El raión de Petropávlovskaya (en ruso: Петропавловский район) fue una unidad territorial y administrativa del óblast del Sudeste y el krai del Cáucaso Norte de la RSFSR de la Unión Soviética entre 1924 y 1929. 

## Historia
El raión de Petropávlovskaya se formó el 19 de julio de 1924 como parte del ókrug de Armavir del óblast del Sudeste. El 16 de octubre de 1924, el óblast se transformó en el krai del Cáucaso Norte.
A principios de 1925, el raión estaba compuesto por 13 selsoviets: Alekséyevski-Petropávlovski, Alekséyevski-Tenguinski, Bulgákovski, Verevkinski, Vozdvizhenski, Geimanovski, Levandovski, Novokrasni, Peschani, Petropávlovski, Skobelevski, Sujokutski y Tenguinski.
El 6 de noviembre de 1929 se abolió el raión y su la totalidad de su territorio fue transferido al raión de Kurgáninsk.